# Joey Maxim
Joey Maxim (* 28. März 1922 in Cleveland; † 2. Juni 2001 in West Palm Beach, Florida; eigentlich Giuseppi Antonio Berardinelli) war ein US-amerikanischer Boxer im Halbschwergewicht, der aber auch des Öfteren gegen Schwergewichtler antrat.

## Laufbahn
Maxim gewann 1940 im Mittelgewicht (-73 kg) die US-amerikanischen Meisterschaften. 1941 begann er seine Profikarriere, verlor allerdings schon seinen dritten Kampf nach Punkten. Im Juni 1942 unterlag er gegen Jimmy Bivins. Wenige Monate später kämpfte er zweimal gegen den späteren Schwergewichtsweltmeister Ezzard Charles, beide Kämpfe verlor er jeweils nach Punkten.
Zwischen 1946 und 1947 boxte er drei Mal gegen Jersey Joe Walcott, wobei er den ersten Kampf nach zehn Runden gewann, die nächsten beiden allerdings verlor.
Am 24. Januar 1950 wurde er nach einem Kampf in London gegen Freddie Mills durch K. o. in der zehnten Runde Weltmeister im Halbschwergewicht.
1951 boxte er noch weitere zweimal gegen Ezzard Charles, der aber seinen Schwergewichtstitel erfolgreich verteidigte.
Am 17. Dezember 1952 verlor er seinen Titel in einem Kampf gegen Archie Moore in St. Louis über fünfzehn Runden nach Punkten. Auch bei den folgenden zwei Rückkämpfen konnte er Moore nicht schlagen.
Unter anderem boxte er im Lauf seiner Karriere 1952 gegen den aus dem Mittelgewicht kommenden Superstar Sugar Ray Robinson, gegen den er seinen Weltmeistertitel verteidigte, da Robinson in Führung liegend vor der Schlussrunde entkräftet aufgab. 1954 boxte er gegen den ungeschlagenen aber auch noch am Anfang seiner Karriere stehenden Floyd Patterson, den er nach acht Runden nach Punkten besiegte. Das gelang ihm jedoch nicht mehr 1957, als ein anderer aufstrebender Schwergewichtsboxer namens Eddie Machen ihn in zwei aufeinander folgenden Kämpfen jeweils über zehn Runden nach Punkten besiegte. Gegen Willie Pastrano verlor er 1959 über zehn Runden nach Punkten.
Seinen letzten Kampf bestritt er in Mannheim am 17. Mai 1958 gegen Ulli Ritter und verlor ebenfalls die Punktentscheidung.
1994 fand Maxim Aufnahme in die International Boxing Hall of Fame.